# Bonchamp-lès-Laval
Bonchamp-lès-Laval es una comuna francesa situada en el departamento de Mayenne, en la región de Países del Loira.

## Demografía
| 815 | 1387 | 2235 | 3444 | 3832 | 4793 | 6137 |
| Para los censos de 1962 a 1999 la población legal corresponde a la población sin duplicidades (Fuente: INSEE [Consultar]) |      |      |      |      |      |      |